# Zopowy
Zopowy (deutsch Soppau) ist eine Ortschaft in Oberschlesien. Der Ort liegt in der Gmina Głubczyce im Powiat Głubczycki in der Woiwodschaft Oppeln in Polen.

## Geographie

### Geographische Lage
Das Angerdorf Zopowy liegt neun Kilometer südwestlich der Kreisstadt und des Gemeindesitzes Głubczyce (Leobschütz) sowie 72 Kilometer südlich der Woiwodschaftshauptstadt Opole (Oppeln). Der Ort liegt in der Nizina Śląska (Schlesische Tiefebene) innerhalb der Płaskowyż Głubczycki (Leobschützer Lößhügelland). Durch das Dorf fließt die Troja, ein linker Zufluss der Zinna.

### Nachbarorte
Nachbarorte von Zopowy sind im Nordwesten Zopowy Osiedle (Soppau Siedlung), im Südwesten Krzyżowice (Kreisewitz), im Südosten Zubrzyce (Sauerwitz) und im Südwesten Braciszów (Bratsch).

## Geschichte

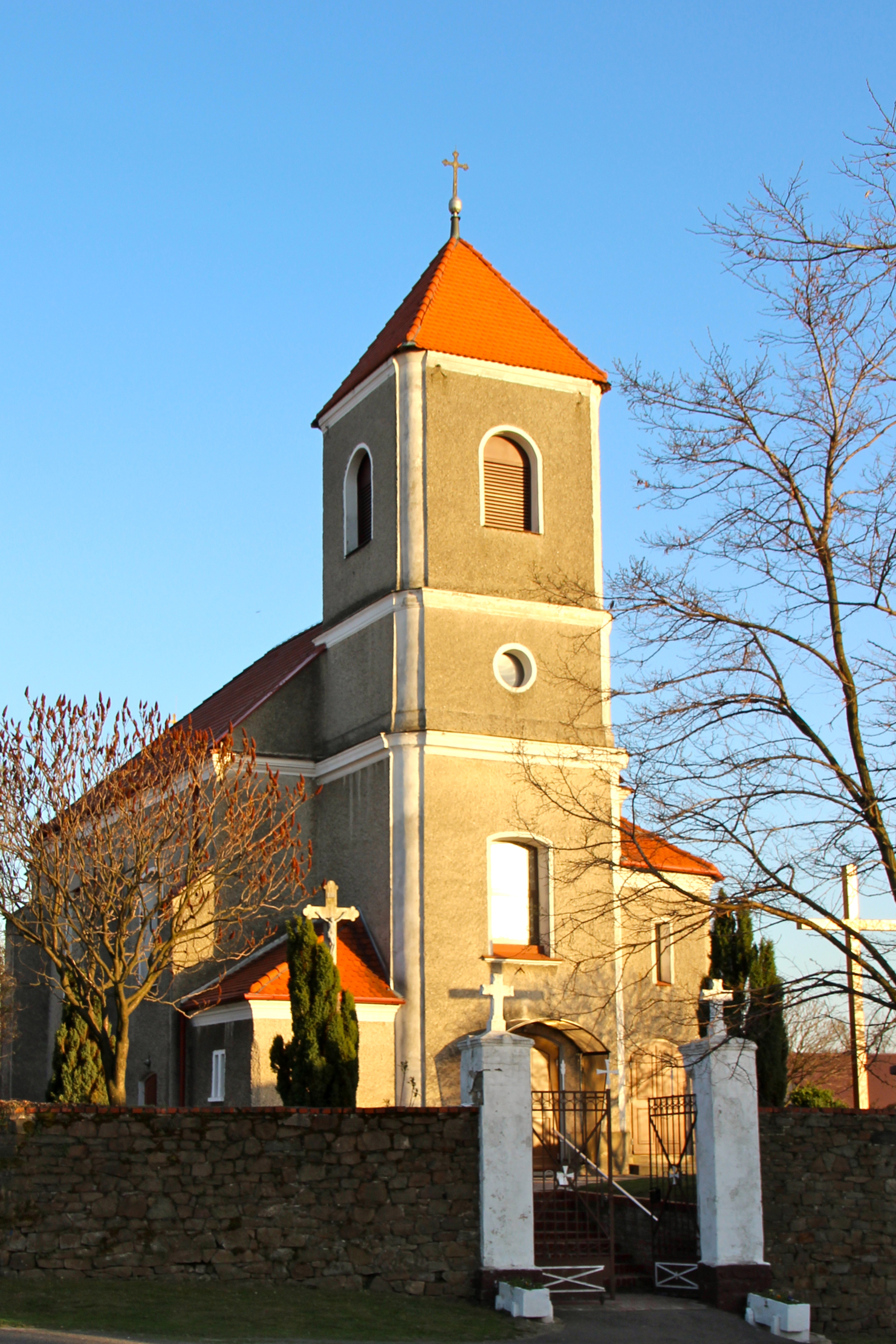
Erzengel-Michael-Kirche

Der Ort wurde 1377 erstmals als Soppo erwähnt. Der Ortsname leitet sich vom altslavischen Begriff sop (dt. rauschen) ab, übersetzt in etwa rauschende Quelle. Weitere Erwähnung erfolgten 1434 als Soppow, 1461 als Zoppow sowie 1462 als Zoppau.
Juliane Konstanzia Gräfin Wengersty verkaufte 1682 Soppau für 11.333 Taler an den Deutschen Ritterorden. Nach dem Ersten Schlesischen Krieg 1742 fiel Soppau mit dem größten Teil Schlesiens an Preußen.
Nach der Neuorganisation der Provinz Schlesien gehörte die Landgemeinde Soppau ab 1816 zum Landkreis Leobschütz im Regierungsbezirk Oppeln. 1845 bestanden im Dorf ein Schloss, eine katholische Pfarrkirche, eine katholische Schule, eine Windmühle, eine Wassermühle, eine Försterei und 139 Häuser. Im gleichen Jahr lebten in Soppau 789 Menschen, davon 18 evangelisch. 1861 zählte Soppau eine Erbrichterei, 18 Bauern-, 30 Gärtner- und 56 Häuslerstellen. Die Schule zählte im gleichen Jahr 162 Schüler. 1874 wurde der Amtsbezirk Soppau gegründet, welcher die Landgemeinden Kreisewitz und Soppau und den Gutsbezirk Soppau umfasste.
Bei der Volksabstimmung in Oberschlesien am 20. März 1921 stimmten in Soppau 603 Personen für einen Verbleib bei Deutschland und 0 für Polen. Soppau verblieb wie der gesamte Stimmkreis Leobschütz beim Deutschen Reich. 1931 überflutete die Troja nach einem starken Unwetter das Dorf. Zahlreiche Gebäude und Brücken wurden zerstört. 1933 zählte der Ort 730 Einwohner, 1939 wiederum 702. Bis 1945 gehörte der Ort zum Landkreis Leobschütz.
1945 kam der bisher deutsche Ort unter polnische Verwaltung, wurde in Zopowy umbenannt und der Woiwodschaft Schlesien angeschlossen. Ein Teil der geflüchteten Soppauer Bevölkerung kam zwischen Mai und Juni 1945 wieder in den Ort zurück. Im Juni 1946 wurde die deutsche Bevölkerung vertrieben. 1950 wurde Zopowy der Woiwodschaft Oppeln zugeteilt. 1999 wurde es Teil des wiedergegründeten Powiat Głubczycki.

## Sehenswürdigkeiten

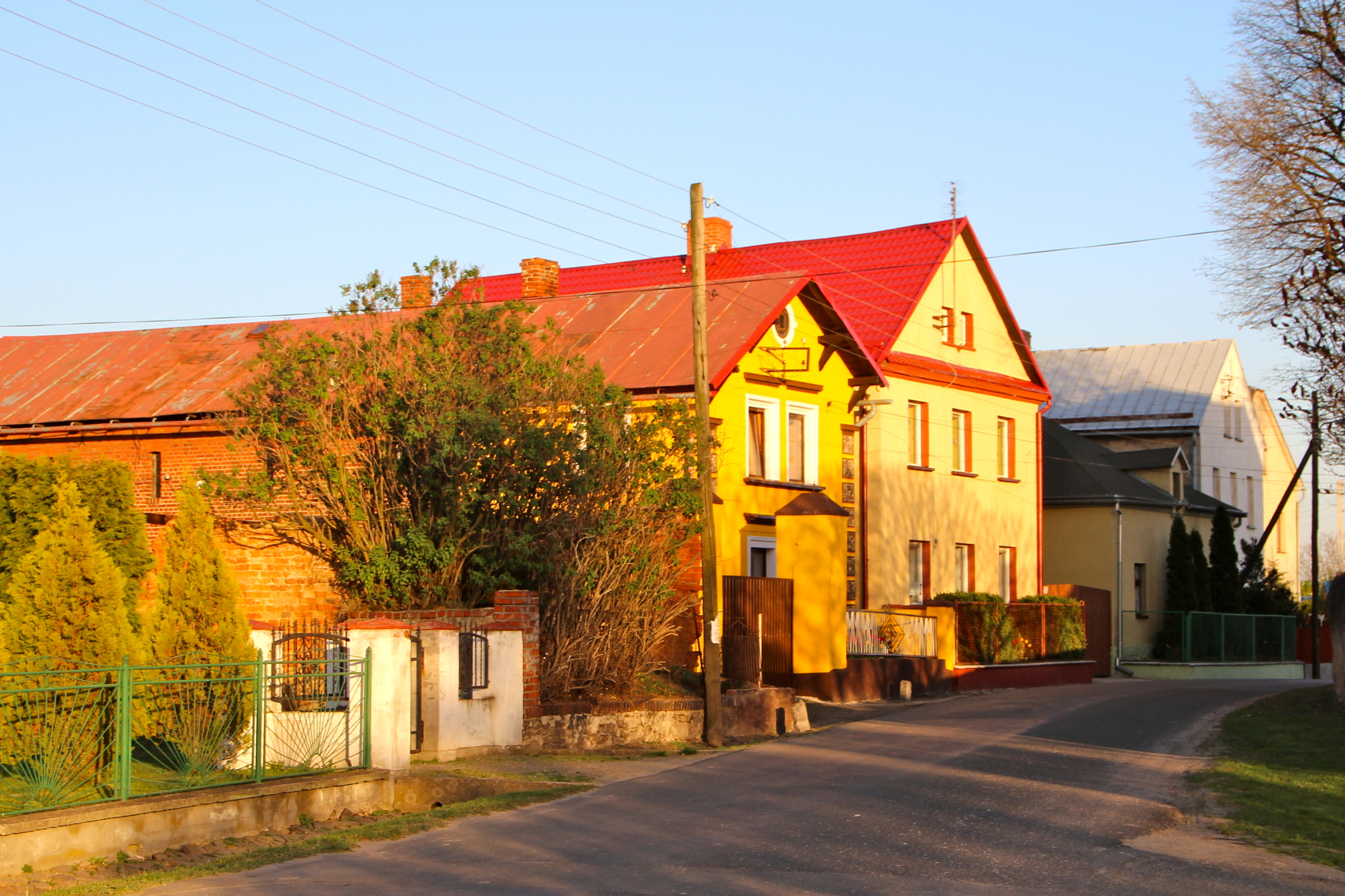
Ortsbild

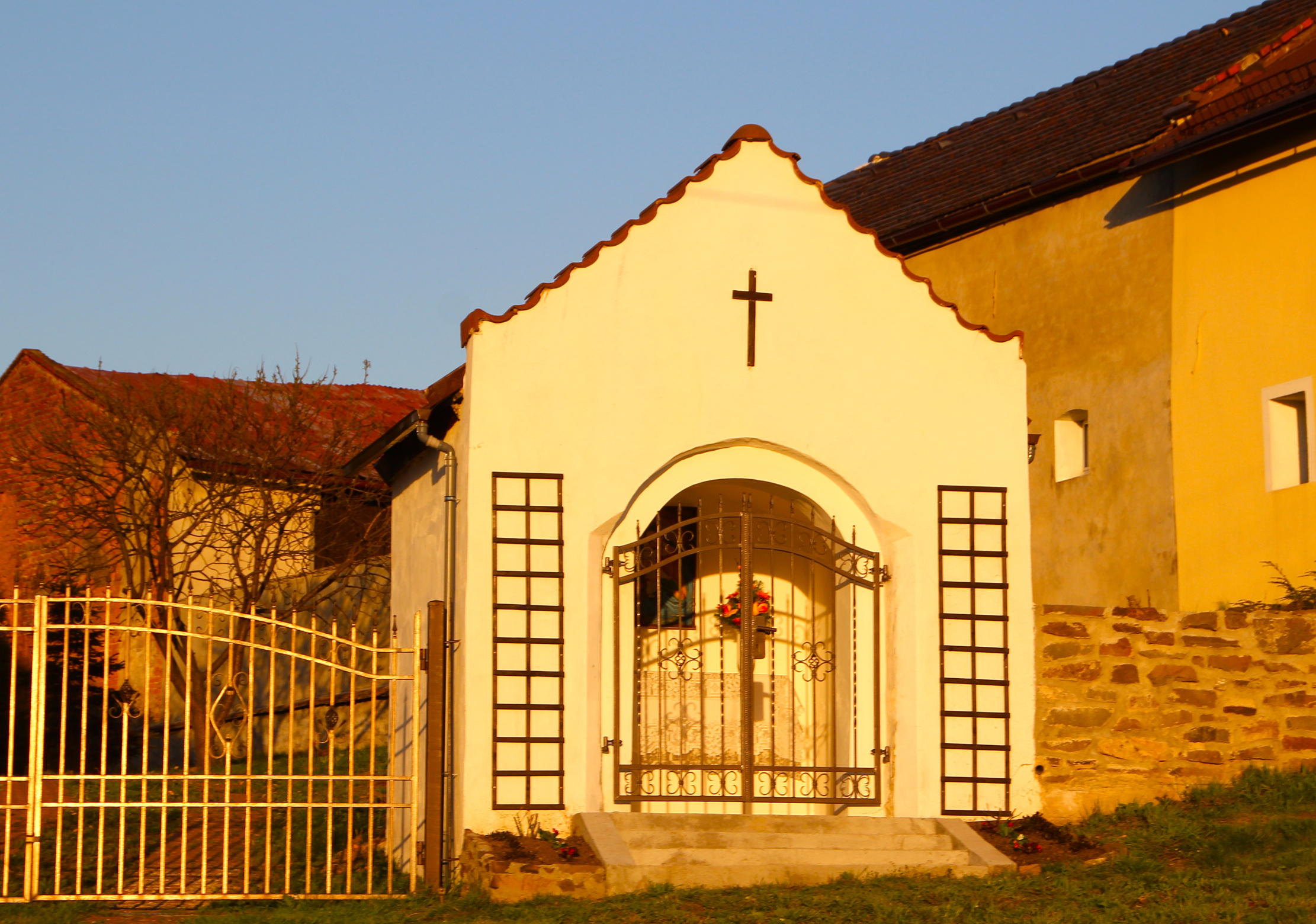
Wegekapelle

- Die römisch-katholische Erzengel-Michael-Kirche (poln. Kościół Św. Michała Archanioła) bestand bereits im Mittelalter als kleine Kapelle. 1613 wurde der Bau im Auftrag des Gutsherrn Friedrich Tschammer erweitert. 1784 wurde der Glockenturm erbaut.[8] Der Kirchenbau steht seit 1966 unter Denkmalschutz.[9]
- Das Schloss Soppau (poln. Dwór w Zopowach) wurde 1760 im barocken Stil erbaut. Das zweigeschossige Gebäude brannte Ende des Zweiten Weltkriegs nieder. Bis 1950 wurde das Bauwerk vereinfacht wieder errichtet und zu einem Mehrfamilienhaus umgebaut. Seit 2002 beherbergt der Bau das Wohnhaus für Alleinerziehende Frauen MONAR-MARKOT.[10] Der Schlossbau steht seit 1965 unter Denkmalschutz.[9]
- Steinerne Wegekapelle
- Marienstatue
- Steinerne Wegekreuze
- Hölzernes Wegekreuz

## Vereine
- Freiwillige Feuerwehr OPS Zopowy
- Fußballverein Iskra Zopowy

## Söhne und Töchter des Ortes
- Gustav Adolf Boenisch (1802–1887), deutscher Landschaftsmaler, Zeichner, Architekt und Landschaftsarchitekt